# Тегериг

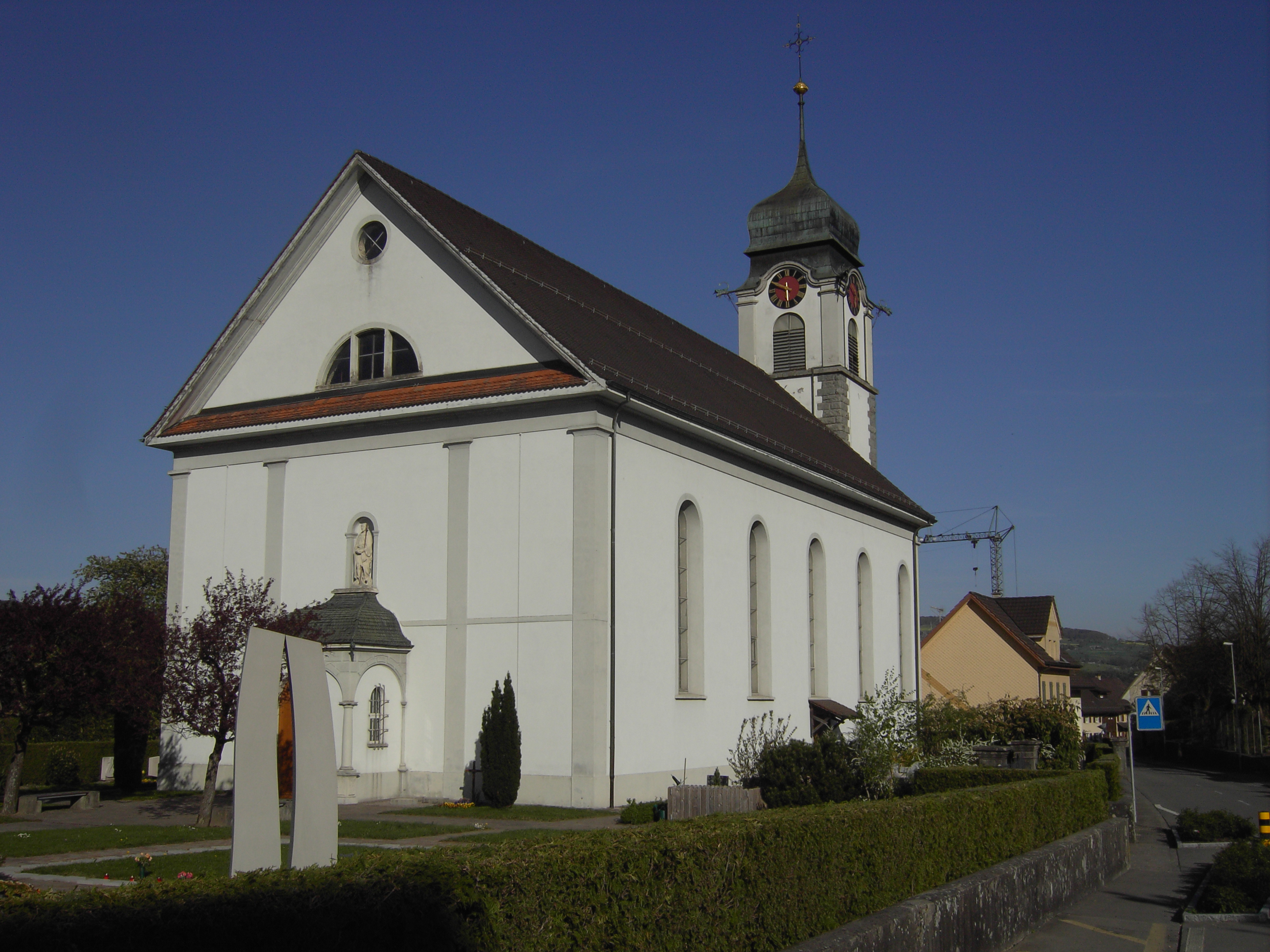
Римско-католическая церковь

Тегериг (нем. Tägerig) — коммуна в Швейцарии, в кантоне Аргау.
Входит в состав округа Бремгартен. Население составляет 1346 человек (на 31 декабря 2007 года). Официальный код — 4077.